# El preu de l'ambició
El preu de l'ambició (títol original: Rambling Rose) és una pel·lícula del 1991 ambientada a l'època de la Gran Depressió, dirigida per Martha Coolidge i protagonitzada per Laura Dern, Diane Ladd i Robert Duvall. Ladd i Dern en la vida real són mare i filla, i les dues van ser nominades a l'Oscar per les seves respectives actuacions en aquesta pel·lícula. Calder Willingham va escriure la novel·la original el 1972 i més tard va escriure el guió cinematogràfic per a la pel·lícula.
Ha estat doblada al català.

## Argument
La pel·lícula descriu les lluites de Rosa (Dern) per quedar-se amb la família Hillyer i així evitar els perills de la prostitució. Rosa entre a viure amb la família Hillyer com a criada domèstica, i en resulta el caos. Rosa té una llarga història d'abusos sexuals i confon el sexe promiscu amb l'amor. S'enamora de Mr. Hillyer (Duvall) que resisteix citant l'exemple de la Batalla de les Termòpiles que va dir "que no passaria. " Mentrestant, Mrs. Hillyer, que està treballant en la seva tesi doctoral, i és una feminista destacada, es converteix en la protectora més gran de Rosa. Quan Rosa cau malalta, és Mrs. Hillyer que protegeix els seus interessos: Mr. Hillyer i una trama de metges desaprensiva maquinen "fixar" els problemes de Rosa per sempre.

## Repartiment
- Laura Dern : Rose
- Diane Ladd : Mare (Mrs. Hillyer)
- Robert Duvall : Pare (Mr. Hillyer)
- Lukas Haas : Buddy
- John Heard : Willcox Hillyer

## Al voltant de la pel·lícula
La directora Marta Coolidge havia gestat durant cinc anys el projecte de portar al cinema la història d'aquests personatges d'aquesta petita població als Estats Units de 1935. Per reflectir amb fidelitat l'ambient d'aquella època es va valdre de John Vallone, al disseny de producció, nominat als Oscar per la seva tasca a Star Trek: La pel·lícula i que també havia treballat amb el productor i director Renny Harlin a Die Hard 2.
El rodatge va començar el setembre de 1990 a Wilmington (Carolina del Nord), amb una durada de set setmanes.

## Premis i nominacions
- 5 premis i 14 nominacions[7]

### Premis
1992
- Oscar a la millor actriu secundària per Diane Ladd

### Nominacions
- Oscar a la millor actriu per Laura Dern
- Globus d'Or a la millor actriu dramàtica per Laura Dern
- Globus d'Or a la millor actriu secundària per Diane Ladd